# Behindertenfahrdienst

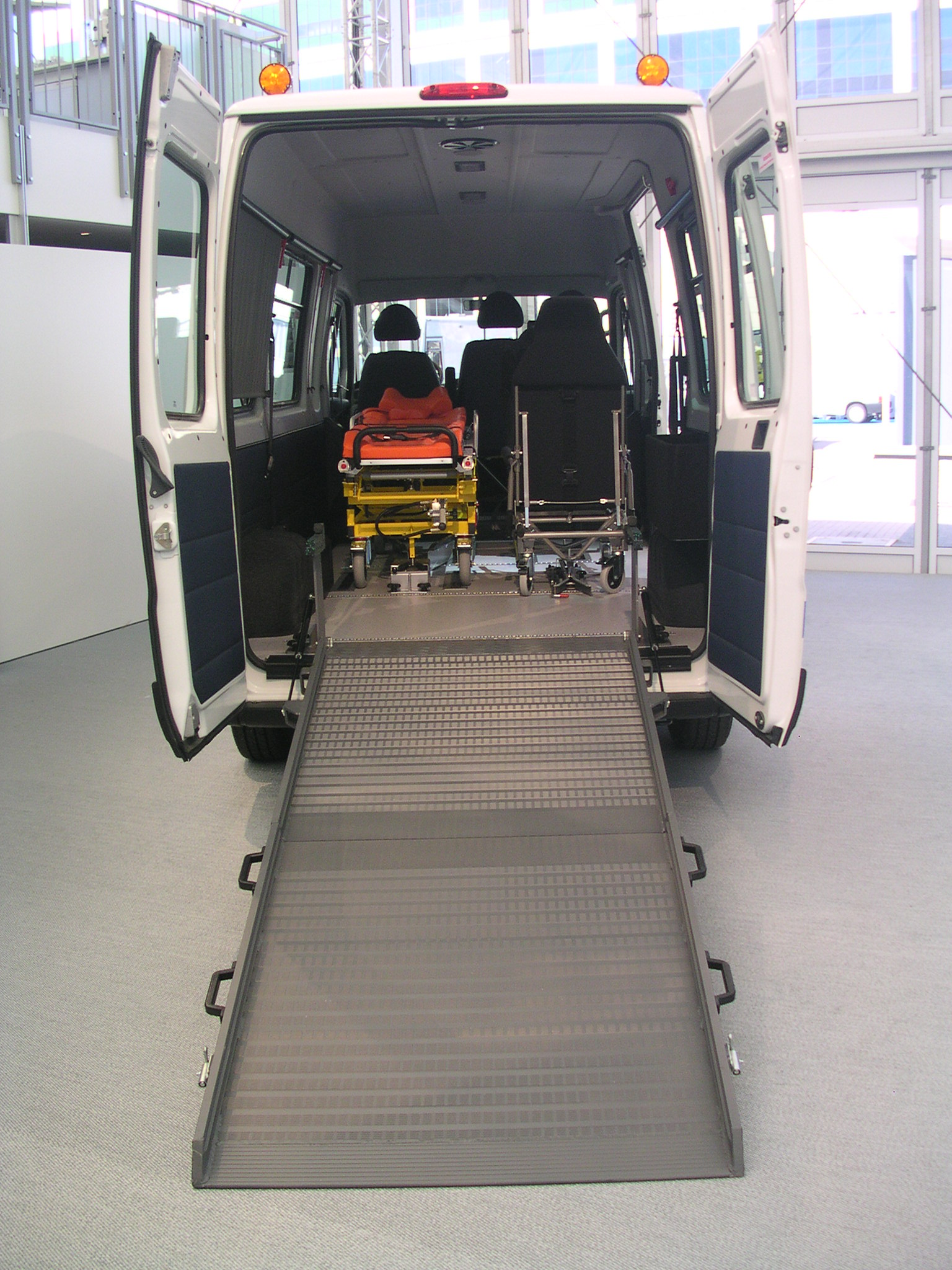
Behindertentransportkraftwagen mit Rollstuhlrampe

Ein Behindertenfahrdienst ist eine Sozialleistung, um die Teilhabe von Menschen mit Behinderung am gemeinschaftlichen und kulturellen Leben zu fördern.

## Rechtliche und tatsächliche Ausgestaltung in Deutschland
Der Behindertenfahrdienst dient der Freizeitgestaltung wie der Pflege persönlicher Kontakte sowie dem Besuch von Veranstaltungen und dem Einkaufen. Er ist auf einen bestimmten Jahresbetrag bzw. jährliches Fahrtenkontingent begrenzt und von jeder Stadt bzw. jedem Landkreis zu organisieren.
Anspruchsberechtigt sind insbesondere schwerbehinderte Personen, denen infolge ihrer Behinderung die Benutzung öffentlicher Verkehrsmittel nicht zugemutet werden kann. Voraussetzung dafür ist in der Regel der Eintrag der Merkzeichen aG (außergewöhnliche Gehbehinderung), H (Hilflosigkeit) oder Bl (Blindheit) im Schwerbehindertenausweis. In Berlin ist das Merkzeichen T (Teilnahmeberechtigung) Voraussetzung für die Nutzung des dortigen Sonderfahrdienstes.
Vorrangig sind die Inanspruchnahme von Fahrzeugen einer Einrichtungen zur Teilhabe am Leben in der Gemeinschaft wie einer Werkstatt für behinderte Menschen, von Fahrdiensten der Alten- und Pflegeheime oder die Benutzung eines eigenen, nach der Kraftfahrzeughilfe-Verordnung behindertengerecht ausgestatteten Fahrzeugs.
Ist die Behinderung Folge eines Arbeitsunfalls, Impfschadens, schuldhaften Verhaltens Dritter oder eines Kriegsereignisses, ergeben sich die zuständigen Leistungsträger aus Spezialgesetzen wie § 40 SGB VII, dem Bundesversorgungsgesetz (BVG) oder Soldatenversorgungsgesetz (SVG). Krankentransporte sind Leistungen der gesetzlichen Krankenversicherung (§ 60 SGB V). Subsidiär und bei Bedürftigkeit ist der Behindertenfahrdienst eine Leistung der Sozialhilfe.
Der Fahrdienst wird in einem sogenannten sozialrechtlichen Dreiecksverhältnis (vgl. Leistungserbringungsrecht) erbracht. Nach Erlass eines Bewilligungsbescheids durch den zuständigen Leistungsträger hat der Fahrdienstanbieter die dem Berechtigten erbrachten Dienste dem Leistungsträger nachzuweisen und den  Fahrnachweis zur Abrechnung vorzulegen.
Für den Behindertenfahrdienst werden spezielle Behindertentransportkraftwagen eingesetzt.